# 50 Solarsiedlungen in Nordrhein-Westfalen

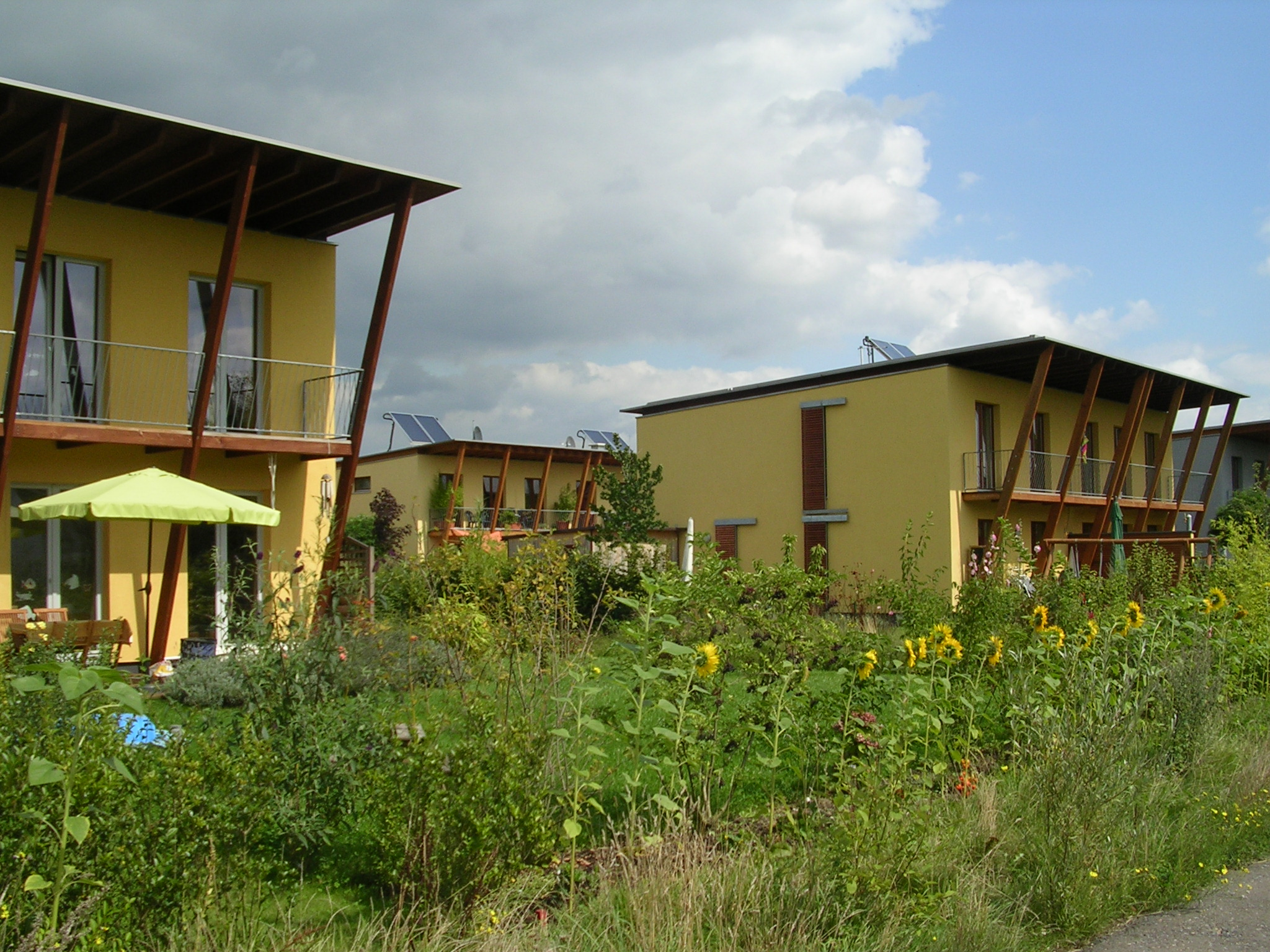
Häuser in der Solarsiedlung Fugendonk in Krefeld-Oppum

50 Solarsiedlungen in NRW (offizieller, vollständiger Titel: Mit der Sonne bauen – 50 Solarsiedlungen in Nordrhein-Westfalen) ist ein Projekt des Landes Nordrhein-Westfalen mit dem Ziel, Ressourcenschonung – insbesondere in Form von Solarenergie – in der Stadtplanung zu fördern.
Der Aufruf an die Kommunen des Landes zum Bau von 50 Solarsiedlungen wurde im Frühjahr 1997 über die EnergieAgentur.NRW und mehrere Landesministerien gestartet. 2009 gab es 53 Projekte, die als Solarsiedlungen betreut wurden. Davon waren 29 Siedlungen mit etwa 2800 Wohneinheiten fertig, 18 waren im Bau und weitere 6 waren in der Planung. Im Dezember 2011 waren 37 Projekte verwirklicht und 14 im Bau.
Im April 2016 waren laut Energieagentur NRW 50 Projekte mit 4300 Wohneinheiten fertiggestellt.

## Projekt

### European Energy Award
Der European Energy Award (eea) ist ein Qualitätsmanagementsystem und Zertifizierungsverfahren mit anschließender Auszeichnung, das auf europäischer Ebene entwickelt wurde. Inzwischen beteiligen sich über 580 Kommunen in 10 Ländern am eea. Das standardisierte Bewertungssystem ermöglicht Leistungsvergleiche zwischen den eea-Kommunen. Wenn eine Kommune im Rahmen des eea-Programms die notwendigen Schritte unternommen und die festgelegten Standards erreicht hat, kann sie die Zertifizierung durch einen externen Auditor beantragen.

### Umsetzung
Das Leitprojekt der EnergieAgentur.NRW soll die Möglichkeiten der Solarenergienutzung für die Wärme- und Stromversorgung von Gebäuden auf Siedlungsebene aufzeigen und dem solaren Bauen einen weiteren Impuls verleihen. Die Schwerpunkte des Projekts liegen neben einer energetischen Optimierung der Einzelgebäude auch in einer Verbesserung auf städtebaulicher Ebene unter energetischen sowie sozialen Gesichtspunkten.
Die EnergieAgentur.NRW im Ministerium für Wirtschaft, Mittelstand und Energie koordiniert das Projekt und betreut die Beteiligten. Um die gewünschten Qualitäten sicherzustellen, beurteilt eine interdisziplinär zusammengesetzte Auswahlkommission die Vorschläge und verleiht erst nach eingehender Prüfung des Status „Solarsiedlung“.

### Voraussetzungen zur Teilnahme
Um die Projektkriterien zu erfüllen, sind zwei der drei nachfolgend aufgeführten Anforderungen im Neubaubereich zu erfüllen:
- Heizwärmebedarf darf maximal 35 kWh/m²a (3-Liter-Haus) oder 15 kWh/m²a (Passivhaus) betragen.
- Warmwasserbereitung muss mindestens zu 60 % über Solarthermie erfolgen, alternativ besteht Einsatz einer anderen erneuerbaren Energie.
- Die installierte Photovoltaikanlage muss eine Standardleistung von mindestens 1 kW pro Wohneinheit betragen.

Daneben werden auch besondere Anforderungen u. a. an die Art des Bauens, den sparsamen Umgang mit Flächen und die Infrastruktur wie z. B. ÖPNV-Anbindungen gestellt. Die EnergieAgentur.NRW hat hierzu einen Planungsleitfaden erstellt.

## Solarsiedlungen

### Solarsiedlung Erkelenz
Die Solarsiedlung in Erkelenz ist die landesweit erste Solarsiedlung mit Reihenhäusern im Passivhausstandard. Die besonders gedämmten Passivhäuser kommen mit einem Minimum an Heizenergie aus, wobei der geringe Restwärmebedarf über eine Lüftungsanlage in Verbindung mit einer Abluft-Wärmepumpe gedeckt.

### Solarsiedlung Düsseldorf
In der Landeshauptstadt Düsseldorf wurden bisher zwei Solarsiedlungen realisiert. Eine Solarsiedlung befindet sich im südlichen Stadtteil Garath. Dort wurden die Gebäude in einem hohen baulichen Wärmedämmstandard, dem 3-Liter-Standard, realisiert. Dies wurde unter anderem durch ein innovatives Fassadendämmmaterial der WLG 24 erreicht Zusätzlich sorgen Lüftungsanlagen mit Wärmerückgewinnung für eine Energieeinsparung und ein angenehmes Raumklima. Der Warmwasserbedarf wird zu 40 Prozent über Solarthermieanlagen gedeckt, die auf den Flachdächern aufgeständert werden. Photovoltaikanlagen zur Stromerzeugung mit insgesamt ca. 5 kW Standardleistung ergänzen das Energiekonzept. Jeder Bauabschnitt erhält eine Heizzentrale mit einer Gasbrennwertheizung. Die zweite Solarsiedlung befindet sich in unmittelbarer Nähe zum Medienhafen Düsseldorf.

### Solarsiedlung Köln
Mit vier Solarsiedlungen hat Köln die meisten Solarsiedlungen in NRW. Die Solarsiedlungen befinden sich in Riehl, Mülheim, Deutz und Niehl.

### Solarsiedlung Oberhausen
Die Solarsiedlung in Oberhausen wurde von 2007 bis 2009 in der Stadt Oberhausen im Ruhrgebiet errichtet. Das Hauptmerkmal der Solarsiedlung Oberhausen liegt in einer besonders energieeffizienten Zusammenführung von Solarenergie, Erdwärmenutzung und Nahwärmeversorgung, die in einem Verbund mit sogenannten Geothermiehäusern verwirklicht wird.
Die Solarsiedlung liegt am nordwestlichen Stadtrand von Oberhausen, im Stadtteil Holten und in der Nachbarschaft zu Dinslaken. Der Bebauungsplan für dieses Gebiet ging bereits in den 1990er Jahren aus einem städtebaulichen Wettbewerb hervor. Der erste Abschnitt wurde bereits vor einigen Jahren von der dfh-Siedlungsbau in Zusammenarbeit mit dem Wettbewerbsgewinner Post & Welters realisiert. Das jetzige Bauvorhaben stellt den zweiten Abschnitt des Baugebietes dar und umfasst 36 Reihenhäuser.
Die Siedlung in Oberhausen besteht aus einer Reihenhauszeile in Massivbauweise, bei der jedes sechste Haus als sog. Schwebehaus ausgebildet ist, um im Erdgeschoss den Durchgang zu den südlich angrenzenden Siedlungsbereichen zu ermöglichen. Die insgesamt 36 Häuser teilen sich auf in:
- 30 Reihenhäuser mit jeweils 5 Zimmern,
- 5 Schwebehäuser mit jeweils 3 Zimmern und
- einem Bungalow.

Alle Häuser sind gemäß den KFW-60-Standards errichtet, d. h. sie liegen unter einem Heizwärmebedarf von 60 kWh/(m²a). Damit erfüllen alle Häuser die Anforderungen an ein Niedrigenergiehaus nach der aktuellen Energieeinsparverordnung (EnEV) vom 1. Oktober 2009.

#### Energetisches Konzept
- Erdwärme

Nur eine Erdwärmepumpe erzeugt die Heizwärme für alle Fußbodenheizungen und Warmwasserversorgungen. Die Erdwärme wird durch 30 Erdsonden mit ca. 2,9 km Sondengesamtlänge gewonnen. Der Energiebedarf der Wärmepumpe kann vollständig durch die erzeugte Solarenergie gedeckt werden.
- Solarenergie

Die Photovoltaik-Großanlage mit 94 kW Standardleistung hat eine Gesamtvoltaikfläche von ca. 560 m², die sich auf nahezu alle Dächer der Siedlung verteilen. Der produzierte Strom speist zum einen die Wärmepumpe und wird als Überschuss ins öffentliche Netz eingespeist und vergütet.
- Warmwasseraufbereitung

Das Regenwasser der Dächer wird in Zisternen gesammelt und dann den WC-Spülungen, Waschmaschinen, zur Gartenbewässerung etc. zur Verfügung gestellt. Insgesamt gibt es sieben Zisternen mit einem Fassungsvermögen von etwa 75.000 m³.
Durch die Einsparungen bei Heiz- und Wasserkosten und dem durch die Photovoltaikanlage erwirtschaftete Überschuss können weitere Nebenkosten für Trinkwasser, Straßenanliegerkosten, Hausversicherungen etc. kompensiert werden. Damit liegen die Nebenkosten für Eigentümer der Siedlung praktisch nahezu bei Null. Die Energieversorgung der Solarsiedlung ist, bis auf den persönlichen Stromverbrauch, weitgehend CO2-neutral.

### Solarsiedlung Steinfurt
Die Solarsiedlung in Steinfurt-Borghorst ist die erste Solarsiedlung in NRW, die im Rahmen des Programmes 50 Solarsiedlungen in NRW erstellt worden ist. Mit dem Bau wurde Anfang 1998 begonnen und im Frühsommer 2000 fertiggestellt.